# Mikiel Anton Vassalli
Mikiel Anton Vassalli (* 5. März 1764 in Żebbuġ; † 12. Januar 1829 in Pietà) war ein maltesischer Schriftsteller, Sprachwissenschaftler und Philosoph. Er gilt als Begründer der maltesischen Sprachwissenschaft und verfasste das erste Wörterbuch des Maltesischen. In seine Lebenszeit fielen einschneidende Ereignisse der Geschichte Maltas, wie das Ende der Herrschaft des Malteserordens, die französische Besetzung der Inselgruppe und der Beginn der britischen Herrschaft.

## Leben

### Herkunft und frühe Jahre
Vassalli stammte aus einer Bauernfamilie, sein Vater starb, als Mikiel zwei Jahre alt war. 1785 begann er ein Studium der orientalischen Sprachen an der Universität La Sapienza in Rom.

### Literarische Tätigkeit
Zwar waren die Grammatik und der Wortschatz des Maltesischen bereits früher erforscht worden, doch diese Erkenntnisse waren verloren gegangen. Die erste neuzeitliche Grammatik des Maltesischen Della lingua púnica presentemente usata da Maltesi in Roma veröffentlichte 1750 Giovanni Pietro Francesco Agius de Soldanis. In den 1790er-Jahren erwachte Vassallis Interesse an einer Reinigung der maltesischen Sprache von Italizismen und ihrer Wiedererweckung als Nationalsprache. In dieser Zeit veröffentlichte er drei grundlegende Werke über die maltesische Sprache, die den bis heute bestehenden Standard für die Rechtschreibung, den Wortschatz und die Grammatik des Maltesischen begründeten.
Das Vorwort seines Wörterbuches (Discorso Preliminare), das mit den Worten Alla Nazione Maltese der maltesischen Nation gewidmet wird, enthält politische Aussagen, die deutlich machen, dass Vassallis Ziel nicht allein die Erforschung der maltesischen Sprache war, sondern dass er darüber hinaus aufklärerische Ziele verfolgte. Er wollte, dass die Bevölkerung der maltesischen Inseln Bildung erfuhren und sich als Nation finden konnten. Die maltesische Sprache war für ihn ein wichtiges, wenn nicht das wichtigste Instrument hierzu. Allerdings war Vassalli auch der erste Sprachforscher, der die maltesische Sprache wissenschaftlich erforschte und ihre semitischen Wurzeln herausstellte.

### Politisches Wirken
Wegen seiner politischen Auffassungen wurde Mikiel Anton Vassalli mehrmals seiner Heimat verwiesen. Er wurde verdächtigt, die frankreichfreundliche Schrift Recherches Historiques et Politiques sur Malte (Paris, 1798) verfasst oder herausgegeben zu haben, jedoch konnte diese inzwischen dem Rechtsanwalt Onorato Bres zugeordnet werden. In dieser Zeit des Aufruhrs und des Umsturzes alter Ordnungen folgte Vassalli den politischen Entwicklungen seiner Zeit und nahm Ideen auf, die in den Idealen der Freiheit und der Volkssouveränität gründeten.
Nach seinem Studium in Italien kehrte Vassalli mit den Ideen der Französischen Revolution nach Malta zurück. Dort traf er auf die im Niedergang begriffene Herrschaft des Malteserordens, die von finanziellen Schwierigkeiten, widerstrebenden Interessen innerhalb der Führungsschicht des Ordens und dessen Rückwärtsgewandtheit gekennzeichnet waren. Vassalli richtete eine Petition an den Großmeister des Ordens, Ferdinand von Hompesch zu Bolheim, in der er vorschlug, dass der Orden alle Kriegshandlungen mit Muslimen aufgäbe, die Häfen Maltas für Handelsschiffe aller Nationen geöffnet würden und auch für Malteser ein eigener Zweig im Orden, eine eigene „Zunge“, geschaffen würde, damit die Einwohner Maltas im Orden eine gleichberechtigte Stimme bekämen. Diese Vorschläge zielten auf eine Verbesserung der finanziellen Situation des Ordenslandes ebenso wie auf eine gleichberechtigte Teilhabe von Maltesern an den Entscheidungen des Ordens.
Die Eingabe des „ehrgeizigen Jünglings“ wurde von den Oberen des Ordens nicht ernst genommen. Daher fühlte sich Vassalli dazu gedrängt, sich mit den Jakobinern zu verbünden, in der Hoffnung, die maltesischen Inseln durch eine solche neue Allianz von der Herrschaft des Ordens befreien zu können. Seine Pläne wurden entdeckt, und er wurde zu lebenslänglicher Haft verurteilt. Er entkam und kehrte nach Jahren des Exils in Spanien und Frankreich 1820 verarmt in seine Heimat zurück. Während seines zweiten Exils in Frankreich heiratete er 1813 Catherine Formosa de Freamaux.
1821, nun wieder auf Malta, lernte er John Hookham Frere kennen, einen ehemaligen britischen Diplomaten, der sich auf den maltesischen Archipel zurückgezogen hatte. Dieser unterstützte ihn finanziell und ermöglichte ihm die Veröffentlichung seiner Werke. Mit Unterstützung Hookham Freres begann Vassalli, an der Universität Malta als erster Professor für maltesische Sprache und Literatur zu lehren.

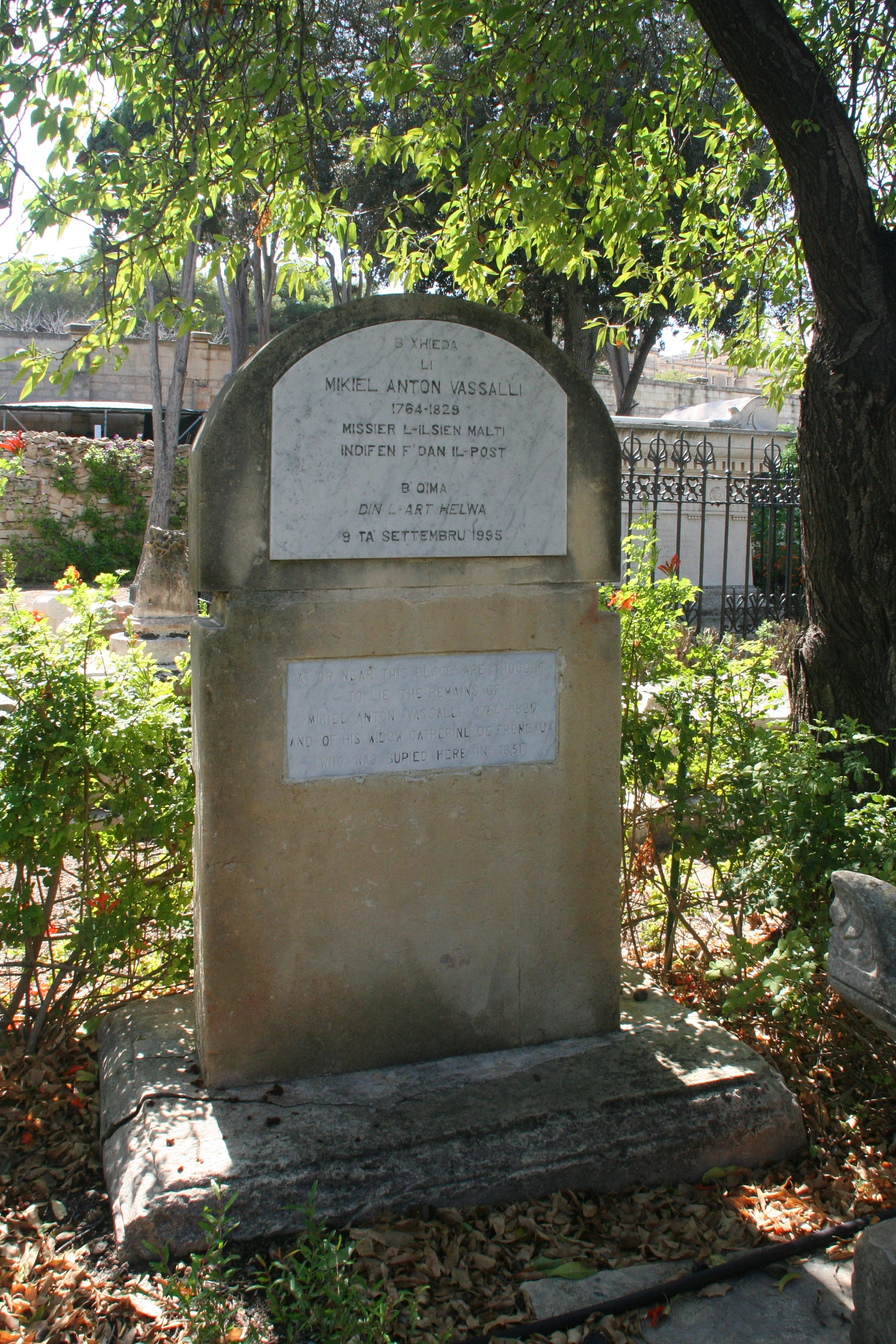
Vassallis Grabstein im Msida Garden of Rest

Vassallis Grab befindet sich im Msida Bastion Garden of Rest in Floriana, einem von den Briten 1806 angelegten protestantischen Friedhof. Ihm war ein römisch-katholisches Begräbnis verweigert worden, weil er das Neue Testament in einer maltesischen Übersetzung verbreitet hatte, gegen den Willen der Kirche, die an der lateinischen Fassung festhielt.

## Philosophie
In philosophischer Hinsicht verstand Vassalli sich als Teil des „Jahrhunderts der Aufklärung“. Mit den Aufklärern seiner Zeit teilte er den Enthusiasmus für die Bildung des einfachen Volkes und das Bestreben, soziale und politische Strukturen so zu formen, dass sie der Gleichheit und Solidarität unter den Menschen förderlich seien. Allerdings zeigen seine Schriften auch keinerlei Ablehnung oder gar Feindschaft gegenüber der römisch-katholischen Kirche, wie es im Frankreich jener Zeit gang und gäbe war.
Während seiner Studienzeit in Rom las Vassalli offenbar die Schriften der Aufklärer mit großem Interesse. Im Vorwort zu seinem Wörterbuch, überschrieben Alla Nazione Maltese (An die maltesische Nation), veröffentlichte er 1796 erstmals seine politischen Vorstellungen einer maltesischen Gesellschaft, diese finden sich auch im Discorso Preliminare desselben Werks. Demnach wünschte er politische und gesellschaftliche Änderungen auch in seinem Herkunftsland. Gemäß der Lehre der Aufklärung konnte diese nur durch umfassende Bildung aller Schichten des Volkes erreicht werden, und nach Vassallis Meinung gehörte dazu in erster Linie die maltesische Sprache und die damit verbundene kulturelle Identität des Archipels.
Obwohl Vassalli alles andere als ein originärer Denker war – fast alle seiner Überlegungen bezog er aus den Schriften der zeitgenössischen französischen Enzyklopädisten und Aufklärer –, wird er doch neben John Nicholas Muscat als eine der bedeutendsten Persönlichkeiten der maltesischen Aufklärung betrachtet.

## Gedenken
- Sein Grab befindet sich im Msida Bastion Garden of Rest in Floriana.
- In seinem Geburtsort Żebbuġ wurde ihm ein Denkmal errichtet.
- Nach ihm ist das seit 2018 bestehende Mikiel Anton Vassalli College in Ħamrun benannt.

### In der Literatur
- Frans Sammut verfasste den Roman Il-Ħolma Maltija (Der maltesische Traum) als Vassallis Lebensbeschreibung. Von The Times wurde das Buch als das beste literarische Werk bezeichnet, das je in maltesischer Sprache geschrieben wurde. Von Marjorie Boulton wurde er als „kolossal“ bezeichnet. Sammut vertritt die These, dass in Vassallis Leben die Freimaurerei eine entscheidende Rolle gespielt habe.
- Ġużè Aquilinas Roman Taħt Tliet Saltniet („Unter drei Herrschaften“) folgt Vassallis Leben unter dem Gesichtspunkt, dass er die maltesischen Inseln unter der Herrschaft des Malteserordens, der Franzosen und unter britischer Herrschaft erlebte.
- Ferner wird die Figur des Politikers Vassalli in Gedichten beschrieben, so etwa in Dun Karm Psailas Lil Mikiel Anton Vassalli („Dem Mikiel Anton Vassalli“) und unter demselben Titel von Ġorġ Pisani sowie Ninu Cremona. Rużar Briffa erwähnt Vassalli in seinem Gedicht Jum ir-Rebħ (“Victory Day”).

### In der Musik
- Der maltesische Singer-songwriter Manwel Mifsud zollte ihm mit seinem Lied Vassalli Tribut.
- Eine maltesische Rock-Oper mit der Musik von Paul Abela und Texten von Raymond Mahoney nimmt unter dem Titel Bastilja (Bastille) Bezug auf die Wirkung der Französischen Revolution auf den maltesischen Inseln zu Vassallis Zeit. Mikiel Anton Vassalli ist eine der Hauptfiguren des Stücks.

## Veröffentlichungen

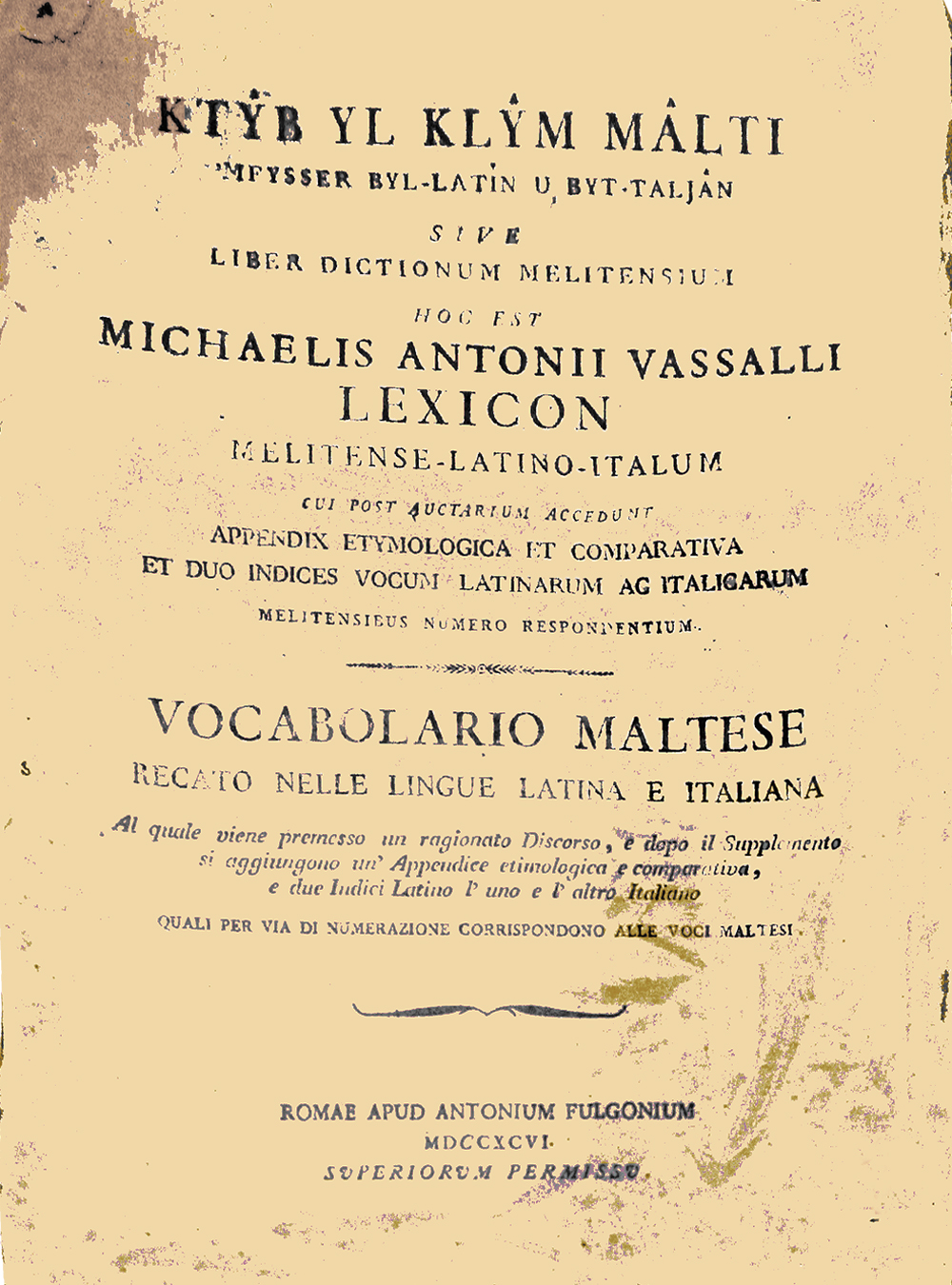
Titelblatt des maltesischen Wörterbuches

- Tria monumenta lapidea sepulcralia kufico-arabico-sicula, characteribus kufico-arabicis utrinque insculpta, Panormi ... inventa ... in hodiernum characterem arabicum ...
- L-Alfabett Malti (1790), Lill-Malti li qiegħed jaqra
- Ktŷb yl klŷm Mâlti 'mfysser byl-Latîn u byt-Taljân (1796) – ein Maltesisch-Lateinisch-Italienisches Wörterbuch
- Mylsen phoenico-punicum, sive Grammatica melitensis (1791) – eine Grammatik des Maltesischen in Latein
- Motti, aforismi e proverbii maltesi, raccolti, interpretati e di note esplicative e filologiche corredati.